# Accipiter superciliosus
Accipiter superciliosus е вид птица от семейство Ястребови (Accipitridae). Видът е незастрашен от изчезване.

## Разпространение
Разпространен е в Аржентина, Боливия, Бразилия, Колумбия, Коста Рика, Еквадор, Френска Гвиана, Гвиана, Никарагуа, Панама, Парагвай, Перу, Суринам и Венецуела.